# Fülek vasútállomás
Fülek vasútállomás Füleken, a Losonci járásban van, melyet a Železničná spoločnosť Slovensko a.s. üzemeltet.

## Története
1873-ban kezdődött az állomás építése. Építésekor Zólyom felé Somoskőújfalu felől lehetett irányváltás nélkül eljutni. Később ezt átépítették, így ma Bánréve felől lehet két útvonalon is Zólyom felé irányváltás nélkül eljutni (Somoskőújfalu irányából viszont csak irányváltással lehet):
- Fülek állomáson áthaladva
- az állomás elkerülésével, mintegy 3 kilométerrel rövidebb útvonalon

## Vasútvonalak
Az állomást az alábbi vasútvonalak érintik:
- Zólyom–Kassa-vasútvonal
- Fülek–Somoskőújfalu-vasútvonal

## Forgalom
| Járat                              | Útvonal | Gyakoriság         |
| ---------------------------------- | --- | ------------------ |
| (R) Gemeran Poľana gyorsvonat      | Pozsony-Újváros – Pozsony főpályaudvar – Pozsony-Szőlőhegy – Galánta – Vágsellye – Érsekújvár – Nagysurány – Léva – Újbánya – Zsarnóca – Garamszentkereszt – Zólyom-személyi – Krivány – Losonc – Fülek – Feled – Tornalja – Pelsőc – Rozsnyó – Szepsi – Kassa – Sároskőszeg – Eperjes | napi 1 pár         |
| (RR) Gemeran regionális gyorsvonat | Zólyom-személyi – Gyetva - Krivány – Losonc – Fülek – Feled – Csíz – Tornalja - Pelsőc - Rozsnyó - Szepsi- Enyicke - Kassa | napi 6 pár         |
| (Os) személyvonat                  | Losonc – Ipolygalsa – Perse – Fülek-gyártelep – Fülek | Napi 1 Fülek felé  |
| (Os) személyvonat                  | Fülek – Fülek-gyártelep – Perse – Ipolygalsa – Losonc | Napi 2 Losonc felé |
| (Os) személyvonat                  | Zólyom-személyi – Zólyom-régi – Nagyszalatna – Végles – Pstruša - Dombszög - Gyetva - Krivány - Divényoroszi - Fűrész - Vámosfalva - Lónyabánya - Lónyabánya megállóhely - Patakalja - Losonctamási - Losonc – Ipolygalsa – Perse – Fülek-gyártelep – Fülek                            | Napi 9 pár         |
| (Os) személyvonat                  | Rimaszombat – Rimajánosi – Rimajánosi-falu – Újfeled – Feled – Gortvakisfalud – Várgede – Balogfala – Ajnácskő – Csomatelke – Gömörsid – Fülek | Napi 6-7 pár       |
| (Os) személyvonat                  | Fülek – Gömörsid – Csomatelke – Ajnácskő – Balogfala – Várgede – Gortvakisfalud – Feled | Napi 2-3 pár       |

## Kapcsolódó állomások
A vasútállomáshoz az alábbi állomások vannak a legközelebb:
- Fülek-gyártelep
- Gömörsid
- Béna